# Majesco Entertainment
Majesco Entertainment es una empresa estadounidense distribuidora de videojuegos fundada en 1986. Su primer nombre fue reissuer en viejos títulos que han sido abandonados por su original publicador. Reduciendo los precios de manera dramática y, eventualmente, ordenando las reglas para los juegos de creación propia para los sistemas de Nintendo y Sega, la compañía fundó una sustentable venta sin valor.
Posteriormente, Majesco arregló un trato con Sega para desarrollar una versión de su Mega Drive (conocido como Genesis en Norteamérica), una consola de 16 bits, la cual reemplazaron por el Saturn de 32 bits. En 1998 fue lanzado el Genesis 3, seguido por una versión más adelante del juego portátil, Sega Game Gear, llamado Game Gear Core System.
La compañía en un principio enfocaba su trabajo en una casa, inicialmente con la marca Majesco Sales Inc. desde que creyeron que podían hacer una transición exitosa. Majesco se centró en el desarrollo de los sistemas de las actuales generaciones, como GameCube y Game Boy Advance de Nintendo, Xbox de Microsoft y PlayStation 2 de Sony. Pocos títulos han sido lanzados, incluyendo personajes populares como Bomberman para el GameCube y el Game Boy Advance.
Actualmente desarrollan el exitoso juego Zumba Fitness, que ha derivado en Zumba Fitness Party, Zumba Fitness Rush y su más reciente entrega Zumba Fitness Core, el cual ha sido desarrollado para las consolas Wii y Xbox 360. Esta disciplina de ejercicios fue creada por el colombiano Beto Pérez.

## Videojuegos
- Advent Rising (Xbox, Microsoft Windows)
- Aeon Flux (PlayStation 2, Xbox)
- Age of Empires: The Age of Kings (Nintendo DS)
- Air Traffic Chaos (Nintendo DS)
- Alvin and the Chipmunks: The Squeakquel (Nintendo DS, Wii)
- Alvin and the Chipmunks: Chipwrecked (Nintendo DS, Wii, Xbox 360)
- Attack of the Movies 3D (Wii, Xbox 360)
- ATV: Quad Frenzy (Nintendo DS)
- Away: Shuffle Dungeon (Nintendo DS), North America
- Babysitting Mama (Wii)
- Babysitting Mania (Nintendo DS)
- BattleBots: Beyond the BattleBox (Game Boy Advance)
- BattleBots: Design & Destroy (Game Boy Advance)
- Black and Bruised (GameCube, PlayStation 2)
- Blast Works: Build, Trade, Destroy (Wii)
- Blokus Portable: Steambot Championship (PSP)
- BloodRayne (PlayStation 2, GameCube, Xbox, Microsoft Windows)
- BloodRayne 2 (PlayStation 2, Xbox, Microsoft Windows)
- BloodRayne: Betrayal (PS3, Xbox 360)
- BlowOut (PlayStation 2, Nintendo GameCube, Xbox y Xbox Originals en Xbox 360, Microsoft Windows)
- Bomberman Generation (Nintendo GameCube)
- Bomberman Jetters (Nintendo GameCube)
- Bomberman Max 2: Blue Advance (Game Boy Advance)
- Bomberman Max 2: Red Advance (Game Boy Advance)
- Boxing Fever (Game Boy Advance)
- A Boy and His Blob (Wii)
- Brain Boost: Beta Wave (Nintendo DS), North America
- Brain Boost: Gamma Wave (Nintendo DS), North America
- Bust-a-Move Bash! (Wii)
- Bust-a-Move Deluxe (Nintendo DS)
- Bust-a-Move DS (Nintendo DS), Norteamérica
- Camping Mama Archivado el 25 de octubre de 2011 en Wayback Machine. (Nintendo DS), Norteamérica
- Cartoon Network: Block Party (Game Boy Advance)
- Centipede (videojuego) (Game Boy Color)
- Cooking Mama (Nintendo DS), Norteamérica
- Camping Mama: Outdoor Adventures (Nintendo DS), Norteamérica
- Cooking Mama: Cook Off (Wii), Norteamérica
- Cooking Mama 2: Dinner with Friends (Nintendo DS), Norteamérica
- Cooking Mama: World Kitchen (Wii), North America
- Cooking Mama 3: Shop & Chop (Nintendo DS), North America
- Cooking Mama 4: Kitchen Magic (Nintendo 3DS), North America
- Cooking Mama 5: Bon Appétit! (Nintendo 3DS), North America
- Crafting Mama (Nintendo DS)
- Dance Sensation! (Wii)
- The Daring Game for Girls (Nintendo DS, Wii)
- Dark Arena (Game Boy Advance)
- Data East Arcade Classics (Wii)
- Dawn of Heroes (Nintendo DS)
- Dino Master: Dig, Discover, Duel (Nintendo DS)
- Double Dragon Neon desarrollado por WayForward Technologies (PS3, Xbox 360)
- Drake of the 99 Dragons (Xbox, Microsoft Windows)
- Drama Queens (Nintendo DS)
- Eco-Creatures: Save the Forest (Nintendo DS), North America
- Escape the Museum (Wii)
- F-14 Tomcat (Game Boy Advance))
- F24 Stealth Fighter (Nintendo DS)
- Face Racers: Photo Finish (Nintendo 3DS)
- Fish Tycoon (Nintendo DS)
- Flip's Twisted World desarrollado por Frozen North Productions (Wii)
- Fortress (Game Boy Advance)
- Freddi Fish: Kelp Seed Mystery (Wii)
- Furu Furu Park (Wii), North America
- FusionFall (PC)
- Gardening Mama (Nintendo DS), Norteamérica
- Gardening Mama 2: Forest Friends (Nintendo 3DS), North America
- Geminose: Animal Popstars (Nintendo Switch)
- Girl Fight (PlayStation 3, Xbox 360)
- Go Play: Circus Star (Wii)
- Go Play: City Sports (Wii)
- Go Play: Lumberjacks (Wii)
- Golden Nugget Casino DS (Nintendo DS)
- Greg Hastings' Paintball 2 (PS3, Wii, Xbox 360)
- GTC Africa (PlayStation 2)
- Guilty Gear: Dust Strikers (Nintendo DS)
- Guilty Gear: Judgment (PSP)
- Guilty Gear X2 #Reload (Xbox)
- Gun Metal (Xbox, Microsoft Windows)
- Hello Kitty Party (Nintendo DS)
- The Hidden (Nintendo 3DS)
- Hot n Cold (Nintendo DSiWare)
- Hulk Hogan's Main Event (Kinect)
- HSX: Hypersonic Xtreme (PlayStation 2)
- Infected (PSP)
- Jaws Unleashed (PlayStation 2, Xbox, Microsoft Windows)
- Jillian Michaels' Fitness Ultimatum 2009 (Wii)
- Jillian Michaels' Fitness Ultimatum 2010 (Nintendo DS, Wii)
- Jillian Michaels' Pocket Trainer (Nintendo DS)
- Kengo: Legend of the 9 (Xbox 360)
- Kong: King of Atlantis (Game Boy Advance)
- Left Brain, Right Brain (Nintendo DS)
- Left Brain, Right Brain 2 (Nintendo DS)
- Let's Draw (Nintendo DS)
- Lion's Pride: Adventures in the Serengeti (Nintendo 3DS)
- Mad Dog McCree: Gunslinger Pack (Wii)
- Major Minor's Majestic March (Wii)
- Marker Man Adventures (Nintendo DS)
- Maximum Chase (Xbox), published
- MechAssault: Phantom War (Nintendo DS)
- Mega Brain Boost (Nintendo DS)
- Monaco: What's Yours is Mine (Xbox 360)
- Monster Bomber (Nintendo DS)
- Monster Tale (Nintendo DS)
- Monster Trucks (Game Boy Advance)
- Monster Trucks DS (Nintendo DS)
- My Baby 3 & Friends (Nintendo DS)
- Nacho Libre (Nintendo DS)
- Nancy Drew: The Deadly Secret of Olde World Park (Nintendo DS)
- Nancy Drew: The Mystery of the Clue Bender Society (Nintendo DS)
- Nano Assault (Nintendo 3DS)
- Nanostray (Nintendo DS)
- Nanostray 2 (Nintendo DS)
- NBA Baller Beats (Kinect)
- The New York Times Crosswords (Nintendo DS)
- Night at the Museum: Battle of the Smithsonian (Nintendo DS, Wii, Xbox 360, Microsoft Windows)
- Operation: Vietnam (Nintendo DS)
- Orchard (Microsoft Windows)
- Our House (Nintendo DS)
- Pajama Sam: Don't Fear The Dark (Wii)
- Pet Pals: Animal Doctor (Nintendo DS)
- Pet Zombies in 3D (Nintendo 3DS)
- Phantom Dust (Xbox)
- Pirates Plund-Arrr (Wii)
- Pizza Delivery Boy (Wii)
- Powerbike (Nintendo DS)
- Psychonauts (PlayStation 2, Xbox y Xbox Originals en Xbox 360, Microsoft Windows)
- Puffins: Island Adventure (Nintendo DS)
- Quad: Desert Fury (Game Boy Advance)
- Raze's Hell (Xbox y Xbox Originals en Xbox 360)
- Rollin' Rascals (Nintendo DS)
- Sharknado: The Video Game (iOS)
- Sideswiped (Nintendo DS)
- Spy Fox in "Dry Cereal" (Wii)
- Spy Kids: All the Time in the World (Nintendo DS)
- Summer Camp Showdown (Wii)
- Super Black Bass Fishing (Nintendo DS)
- Super Hornet F/A 18F (Game Boy Advance)
- Super Speed Machines (Nintendo DS)
- Swords (Wii)
- Teen Titans (Game Boy Advance)
- Teen Titans (PlayStation 2, GameCube, Xbox), Originalmente publicado por THQ
- Teen Titans 2: The Brotherhood's Revenge (Game Boy Advance)
- Texas Hold 'Em Poker (Nintendo DS)
- Toon-Doku (Nintendo DS)
- Totaled! (Xbox)
- Toy Shop (Nintendo DS)
- Turn It Around (Nintendo DS)
- Twister Mania (Kinect)
- Ultimate Game Room (Nintendo DS)
- Ultra Bust-a-Move (Xbox)
- Wild Earth: African Safari (Wii)
- Wonder World Amusement Park (Nintendo 3DS, Nintendo DS, Wii)
- Worms 4: Mayhem (Xbox), North America
- Zoo Hospital (Nintendo DS, Wii)
- Zumba Fitness (Kinect, PlayStation Move, Wii)

|}
- Datos: Q403714